# 스킴페로브리움 스플렌디디스시뭄
스킴페로브리움 스플렌디디스시뭄(Schimperobryum splendidissimum)은 기름종이이끼목에 속하는 이끼의 일종이다. 스킴페로브리움과(Schimperobryaceae)와 스킴페로브리움속(Schimperobryum)의 유일종이다.